# Света Параскева (католическа църква в Квятон)
„Света Параскева“ (на полски: Cerkiew św. Paraskewy) е бивша гръкокатолическа, понастоящем римокатолическа църква, намираща се в село Квятон, Горлицки окръг на Малополското войводство. Храмът е разположен на турискическия маршрут „Път на дървената архитектура“.
Храмът се намира близо до пътя за Уще Горлицк, в непосредствена близост до православната църква със същото име.

## История
Църквата „Света Параскева“ в Квятон е построена през втората половина на XVII век. Има писмени доказателства, че храмът е построен през 1700 г. През 1743 г. към храма е добавена дървена кула. Църквата е преустроявана и ремонтирана няколко пъти. Корпусът е ремонтиран през 1811, 1904, 1967 и 90-те години на XX век. Кулата е ремонтирана през 1863, 1911, 1928 и 1967 година.
След 1946 г., когато жителите на селото – лемките, са преселени в западните територии на Полша по време на операция „Висла“, църквата е прехвърлена към католическата общност на село Квятон.

## Описание
Дървената църква е построена в трикуполен стил от XVII век, характерен за западнолемската архитектура. Архитектурната структура на църквата е разделена на три квадрата: презвитерий, неф и портик. Всички външни елементи на храма, включително стените, са покрити с гонт. Всеки купол е увенчан с декоративен кръст с различна форма.
Дворът на църквата е ограден от дървена ограда с порта, която, подобно на самата църква, е покрита с гонт.